# مابل باربي لي
مابل باربي لي (بالإنجليزية: Mabel Barbee Lee)‏ هي مؤرخة أمريكية، ولدت في 11 أبريل 1884، وتوفيت في 12 ديسمبر 1978.

## وصلات خارجية
- مابل باربي لي على موقع IMDb (الإنجليزية)